# Paraponera clavata
Paraponera clavata – gatunek mrówek z podrodziny Paraponerinae. W rodzimej Ameryce Południowej nazywany jest hormiga bala (ang. bullet ant, dosł. mrówka pociskowa) ze względu na ból po użądleniu, lub hormiga veinticuatro (dosł. mrówka 24-godzinna), ze względu na długość trwania bólu po takowym.

## Opis
Robotnice osiągają od 18 do 25 mm długości i wyglądem przypominają tęgie, rudo-czarne, bezskrzydłe osy. Kasta robotnic nie wykazuje polimorfizmu. Królowe są niewiele większe od robotnic.

## Rozprzestrzenienie
Neotropikalny gatunek, obejmujący zasięgiem Nikaraguę, Honduras, Kostarykę, Panamę, Wenezuelę, Kolumbię, Peru, Brazylię, Ekwador, Boliwię i Paragwaj.

## Użądlenie
Użądlenie tego niewielkiego, mniej więcej dwucentymetrowego owada boli na poziomie porównywalnym do postrzału, a ból nie ustępuje co najmniej przez 24 godziny. W skali bólu Schmidta jest on największy. Drugą bronią mrówki są umięśnione żuwaczki. 

## W kulturze
"Mrówki-pociski" są głównym motywem kanadyjskiego thrillera "Lot grozy" (2007, reż. George Mendeluk), w którym obecne na pokładzie samolotu zmutowane mrówki Paraponera clavata atakują pasażerów i niszczą kable, co powoduje awarię systemu nawigacyjnego.